# Serge Gousseault
Pas d'image ? Cliquez ici
Serge Gousseault (12 mai 1947 à Tours, France - février 1971, massif du Mont-Blanc, France) est un alpiniste français, guide de haute montagne, mort de froid et d'épuisement dans la face nord des Grandes Jorasses.

## Biographie
Serge André Edmond Gousseault est né à Tours le 12 mai 1947.
Dans les années 1960, jusqu'à son décès, Serge Gousseault fait partie du groupe local EEDF de Tours. Serge Gousseault effectue son service militaire au 27e bataillon des chasseurs alpins d'Annecy et est reçu troisième de sa promotion au diplôme de guide de haute montagne. Il a inscrit à son palmarès, notamment : 
- la Walker par la voie Cassin aux Grandes Jorasses;
- le pilier Gervasutti, en solitaire ;
- des courses et escalades dans les Pyrénées, les calanques de Marseille et les gorges du Verdon.

C'est lors de l'ascension de la voie directe de la pointe Walker (4 208 m) par la face nord des Grandes Jorasses dans le massif du Mont-Blanc qu'il meurt. Une première hivernale tentée en duo avec l'expérimenté guide René Desmaison. Bloqués dans leur ascension par les intempéries, en panne de nourriture, les mains de Serge Gousseault gelées, limités en pitons et cordes, ils échouent à 90 mètres du sommet, après avoir gravi une paroi de 900 mètres. Il meurt d'épuisement et de froid après 11 jours de haute lutte contre le rocher, la glace, le froid et les intempéries.
René Desmaison lui survit et est secouru in extremis. Leur dramatique cordée avait, à l'époque, suscité la polémique, notamment sur les secours en montagne.
La date exacte du décès de Serge Gousseault reste incertaine : René Desmaison, seul témoin, déclara juste après son sauvetage, qu'il était mort le samedi 20 février, puis il affirma que son décès était survenu le dimanche 21 février et enfin il écrivit que la mort de son compagnon survint le lundi 22 février 1971.